# Le Sen
Le Sen ist eine französische französische Gemeinde mit 221 Einwohnern (Stand 1. Januar 2022) im Département Landes in der Region Nouvelle-Aquitaine (vor 2016: Aquitanien). Sie gehört zum Arrondissement Mont-de-Marsan und zum Kanton Haute Lande Armagnac.
Der Name in der gascognischen Sprache lautet Eussen, dessen Herkunft unklar ist.
Die Einwohner werden Sennois und Sennoises genannt.

## Geographie
Le Sen liegt ca. 30 Kilometer nördlich von Mont-de-Marsan in den Landes de Gascogne, dem größten Wald Frankreichs, in der historischen Provinz Gascogne.
Umgeben wird Le Sen von den Nachbargemeinden:
|        | Luxey                                       |           |
|        | Kompassrose, die auf Nachbargemeinden zeigt | Lencouacq |
| Labrit |                                             | Cachen    |

Le Sen liegt in den Einzugsgebieten des Flusses Adour.
Der Estrigon, ein rechter Nebenfluss der Midouze, entspringt auf dem Gebiet der Gemeinde.

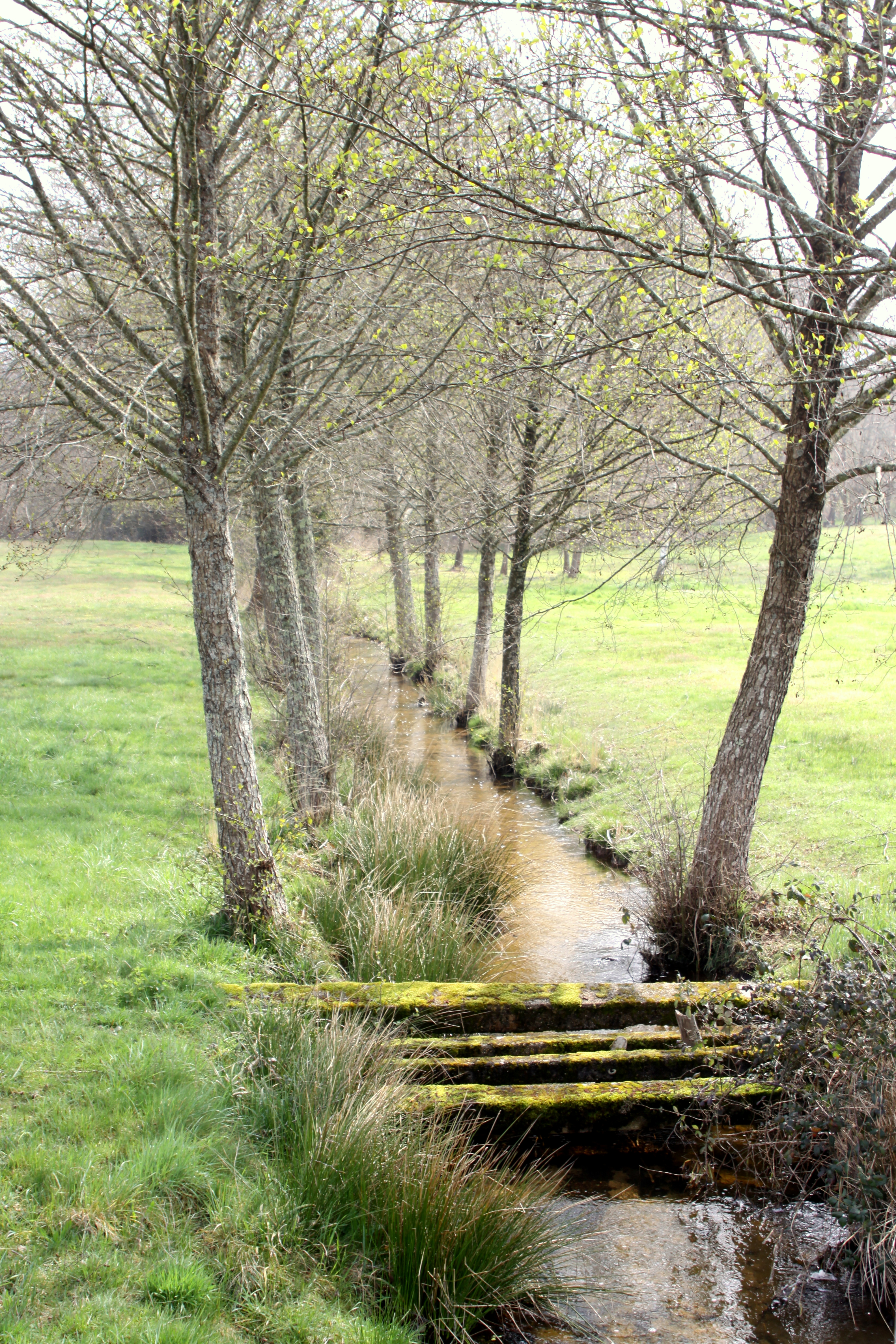
Der Estrigon bei Le Sen

## Geschichte
Ein Mitglied der adeligen Familie Albret hat vermutlich in der Mitte des 13. Jahrhunderts ein Priorat in Le Sen gegründet. Es umfasste Hospital, Nebengebäude, Ländereien und Meierhöfe und wurde dem Bischof von Bethlehem zur Unterstützung der Kreuzzüge geschenkt. Eine Maria gewidmete Kapelle wurde zu diesem Anlass errichtet. Nach den Kreuzzügen unterstand das Priorat den Albrets, die sogar selbst die Prioren nominierten. Nach der Konvertierung der Albrets zum Protestantismus diente das Priorat als Zufluchtsort und sollte auf Geheiß des französischen Königs zerstört werden. Aber Kardinal de Sourdis, Erzbischof von Bordeaux, bewahrte das Priorat und fügte es seinen Besitztümern zu. Während der Französischen Revolution wurde das Priorat als Nationalgut verkauft. Bis zu seinem Abriss im Jahre 1935 diente es als Herberge.
Le Sen besaß einen Bahnhof an der Eisenbahnlinie, die Mont-de-Marsan mit Luxey verband und 1906 eröffnet wurde. 1955 wurde die Beförderung von Personen, 1959 der Güterverkehr eingestellt.

### Bevölkerungsentwicklung
Nach Beginn der Aufzeichnungen stieg die Einwohnerzahl bis zur Mitte des 19. Jahrhunderts auf einen Höchststand von 525. In der Folgezeit sank die Größe der Gemeinde bei kurzen Erholungsphasen insbesondere während des 20. Jahrhunderts bis zu den 1970er Jahren auf rund 125 Einwohner, bevor eine Wachstumsphase einsetzte, die heute noch andauert.
| Jahr      | 1962 | 1968 | 1975 | 1982 | 1990 | 1999 | 2006 | 2010 | 2022 |
| --------- | ---- | ---- | ---- | ---- | ---- | ---- | ---- | ---- | ---- |
| Einwohner | 189  | 182  | 127  | 127  | 161  | 201  | 205  | 207  | 221  |

## Sehenswürdigkeiten

### PfarrkircheNotre-Dame du Mont-Carmel

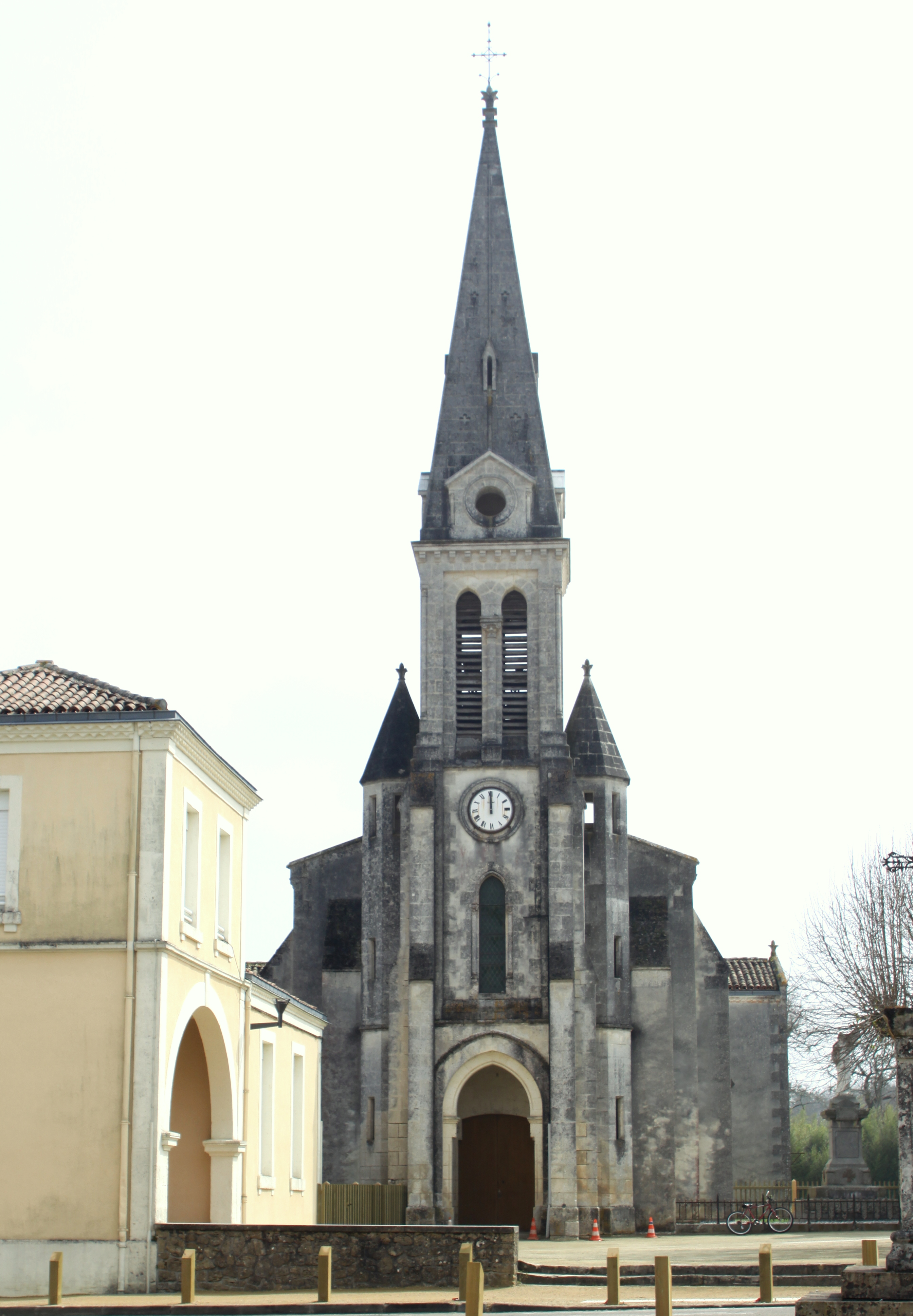
Pfarrkirche Notre-Dame du Mont-Carmel

Die Kirche war ursprünglich die Kapelle des Priorats und gehörte vermutlich seit dem 14. Jahrhundert zur Pfarrgemeinde von Labrit. In den Hugenottenkriegen wurde sie 1649 von protestantischen Truppen unter dem Kommando des Hauptmanns Lubardes geplündert und verwüstet, später erneut durch Truppen des Hauptmanns Cardonne aus Saint-Sever, die die südliche Wand zum Einsturz brachten. Ab 1650 wurde das Gebäude wiederhergestellt, einige Jahrzehnte nach der Vereinigung des Priorats mit Notre-Dame de la Miséricorde de la chartreuse in Bordeaux. Von diesem Bau mit einem einschiffigen Langhaus, dem ein Glockengiebel mit einem Treppenturm vorangestellt war, sind heute nur Teile der Wände des Langhauses und des ehemaligen Chors zu sehen. 1791 wurde die Kirche zusammen mit dem Priorat an den Baron von Poyferré de Cère verkauft. Nach dem Konkordat von 1801 wurde sie wieder für Gottesdienste zur Verfügung gestellt und danach von der Gemeinde zurückgekauft. 1867 begann eine umfangreiche Restaurierung, die einem Neubau unter der Leitung des Architekten des Départements, Alexandre Ozanne, gleichkommt. Die Arbeiten umfassten die Errichtung eines neuen, viereckigen Chors, von zwei Seitenkapellen, die ein Transept bilden, und einer südlich an den Chor gebauten Sakristei. Das Projekt endete 1870 mit einer vollständigen Überarbeitung der Fenster und Eingänge und dem Bau eines großen Glockenturms, der in der ursprünglichen Planung nicht vorgesehen war. Die Kirche ist nun in einem neugotischen Stil gehalten mit einem Langhaus mit einer Länge von drei Jochen. Der Glockenturm birgt im Erdgeschoss die Vorhalle, im ersten Stock eine Empore. Er wird von zwei oktogonalen Treppentürmen gesäumt. Langhaus und Chor sind mit einem falschen Kreuzgratgewölbe ausgestattet, das im Langhaus und in den Kapellen auf Mauervorsprüngen ruht, im Chor auf Kämpfern. Satteldächer mit Hohlziegeln decken das Langhaus und die Kapellen, der viereckige Helm und die polygonalen Dächer der Treppentürme sind gemauert. Abgeschrägte Strebepfeiler umsäumen das gesamte Gebäude. Am 27. April 1870 wurde die Kirche eingeweiht.
Die 1649 geplünderte Kirche wurde vermutlich in der zweiten Hälfte des 17. Jahrhunderts beim Wiederaufbau neu eingerichtet. Aus der Zeit des Ancien Régime ist allerdings nur eine große hölzerne Statue mit der Darstellung Marias mit Jesuskind erhalten geblieben, die aus dem Ende des 17. oder dem Beginn des 18. Jahrhunderts datiert. Die flache Rückseite der 1,40 m großen Figur deutet darauf hin, dass sie ursprünglich für eine Nische eines Altarretabels vorgesehen war. In der Mitte des 19. Jahrhunderts und vor allem mit dem Neubau 1867 wurden Elemente der Kirchenausstattung ausgetauscht. Ein Glasfenster ist ein Werk des Glasmalers Gustave Pierre Dagrant aus Bayonne, das 1869 entstanden ist. Es besteht aus drei Lanzetten, die mittlere höher als die beiden anderen. Die mittlere Lanzette zeigt einen betenden Jesus Christus mit einem Kelch und einer Hostie, die linke Johannes den Täufer mit einem Lamm, die rechte den heiligen Blasius von Sebaste als Bischof mit Krummstab und Märtyrerpalme. Die Personen sind aufrecht vor rotem Hintergrund in vielpassförmigen Medaillons dargestellt. Die beschriebenen und viele weitere Ausstattungsgegenstände der Kirche sind als nationale Kulturgüter registriert.

## Wirtschaft und Infrastruktur
Auf dem Gebiet der Gemeinde befindet sich ein Betrieb der Firma BIOLANDES. Er wurde 1980 gegründet und destilliert Bestandteile von Kiefern für die Parfümerieindustrie. Die Abfallprodukte werden für die Düngung von Gärten verarbeitet und für die Gewinnung von Energie verwendet.

### Bildung
Die Gemeinde verfügt über eine öffentliche Grundschule mit 41 Schülerinnen und Schülern im Schuljahr 2017/2018.

### Sport und Freizeit
- Le Sen liegt im Regionalen Naturpark Landes de Gascogne.[16]

- Ein leichter Rundweg mit einer Länge von 46 km führt vom Zentrum von Le Sen mit dem Fahrrad auf den Spuren der Pilger und Schäfer an Sehenswürdigkeiten von Le Sen und seiner Nachbargemeinden vorbei.[17]

### Verkehr
Le Sen ist erreichbar über die Routes départementales 9, 392 626 und 651.